# ATR (spektroskopia)

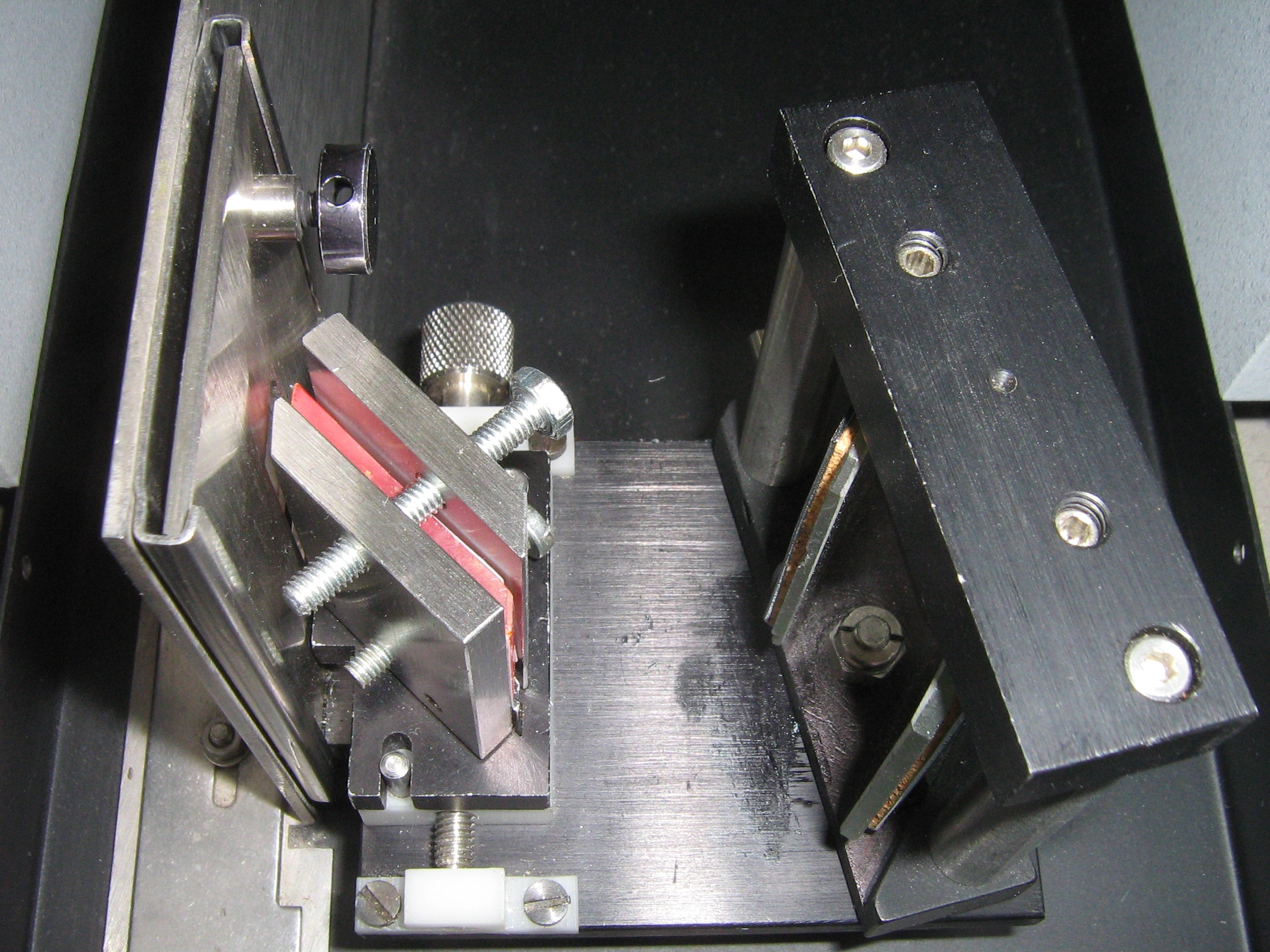
Urządzenie pomiarowe ATR

ATR (ang. Attenuated Total Reflectance) (Spektroskopia osłabionego całkowitego odbicia w podczerwieni) –  technika w spektroskopii podczerwieni wykorzystująca zjawisko osłabionego całkowitego odbicia promieniowania IR. 